# Schlacht von Hobkirk’s Hill
Die Schlacht von Hobkirk’s Hill im Amerikanischen Unabhängigkeitskrieg fand am 25. April 1781 nördlich der Stadt Camden, South Carolina, in den USA statt.
Das Gefecht endete mit einem Sieg der britischen Truppen unter Lieutenant-colonel Lord Francis Rawdon über Major-General Nathanael Greenes amerikanische Armee.

## Historischer und strategischer Zusammenhang
Nach dem Feldzug in den südlichen Staaten im Frühjahr 1781, der mit dem britischen Sieg in der Schlacht von Guilford Court House in North Carolina endete, rückte der britische Oberkommandierende im Süden, Earl Charles Cornwallis, nach Norden ab, während die Armee des amerikanischen Generals Nathanael Greene in Richtung South Carolina marschierte, um die dortigen schwachen britischen Garnisonen zu überwältigen und diesen hart umkämpften Staat endgültig für die rebellierenden Amerikaner zu sichern. Greene detachierte einen Teil seiner Truppen, um unter dem Guerillaführer Francis Marion britische Außenposten anzugreifen, er selbst rückte mit dem Hauptteil seiner Armee auf den wichtigsten britischen Posten im Binnenland South Carolinas, die Stadt Camden, vor. Greene war der britischen Garnison von Camden unter Lord Rawdon zwar doppelt überlegen, lagerte aber dennoch vorerst auf Hobkirk’s Hill nördlich der Stadt, um Verstärkungen zu erwarten. Lord Rawdon wurde durch einen Überläufer von der Präsenz der amerikanischen Armee informiert und mobilisierte sofort alle verfügbaren Truppen, um Greene überraschend anzugreifen.

## Beteiligte Kräfte
General Greenes amerikanische Armee bestand aus insgesamt etwa 1.550 Mann; seine vier Bataillone Kontinentaltruppen unter Isaac Huger und Otho Williams waren inzwischen recht erfahrene Kämpfer, dazu standen ihm eine Abteilung der North Carolina-Miliz sowie Robert Kirkwoods Scharfschützen und William Washingtons Kavallerie zur Verfügung.
Lord Rawdon konnte auf insgesamt lediglich 800 Mann zurückgreifen; sie setzten sich aus den Resten eines britischen regulären (dem 63rd Regiment) und drei amerikanischen (2nd, 3rd und 4th American) Loyalisten-Bataillonen, unterstützt von einigen Loyalisten-Scharfschützen und -Kavallerie, zusammen. Rawdon war sogar gezwungen, 150 Kranke und lauffähige Verwundete aus dem Lazarett zu holen, um wenigstens die Hälfte der amerikanischen Truppenzahl zu erreichen.

## Schlachtverlauf
General Greene war von dem aggressiven Ausfall Rawdons, den er doch eigentlich belagern wollte, überrascht, seine Truppen besetzen aber dennoch eine günstige Stellung auf dem Hügel. Seine Geschütze wurden von seinen Kontinentaltruppen verdeckt und erst als die britischen Truppen auf kurze Distanz herangekommen waren, enttarnte er diesen Trumpf und die Briten mussten empfindliche Verluste durch Artillerie-Beschuss hinnehmen und wurden vorläufig gestoppt. Nun ging Greene zum Gegenangriff vor und ließ seine Kontinentaltruppen angreifen; doch die britischen Truppen hielten stand und Rawdon setzte seine mageren Reserven ein, um die Amerikaner an den Flanken zu bedrohen. Ein Bataillon der Kontinentaltruppen ließ sich – wahrscheinlich durch einen missverstandenen Befehl – verunsichern und begann den Rückzug, dem sich die anderen Truppen anschlossen, wodurch die gesamte amerikanische Linie zusammenbrach und Greenes Armee die Flucht ergriff.

## Folgen der Schlacht
General Greenes Plan, Camden zu erobern war gründlich gescheitert. Er hatte 18 Tote, 108 Verwundete und 138 Gefangene verloren, zog sich zurück und sammelte Verstärkungen für den nächsten Angriff auf die Briten. Lord Rawdon jedoch erkannte, dass die britische Position im Binnenland – erst recht nach dem Verlust von 38 Toten und 170 Verwundeten in der Schlacht – gegen einen verstärkten Greene und gegen die Guerilla-Milizen nicht zu halten war; er befahl deshalb den Rückzug aller Garnisonen (z. B. Fort Motte, Augusta, Fort Granby, Fort Ninety-Six) in die leichter zu verteidigenden Küstenstädte Charleston und Savannah, was zwar seiner eigenen Abteilung unbelästigt gelang, doch die meisten anderen Stützpunkte wurden von den Amerikanern belagert und nacheinander zur Aufgabe gezwungen.

## Anekdoten, Interessantes
William Washington, Cousin von George Washington und Kommandeur der amerikanischen Kavallerie bei Hobkirk’s Hill, hatte während der Schlacht nichts Besseres zu tun, als um die gegnerischen Linien herumzureiten und das britische medizinische Personal gefangen zu nehmen. Als der hastige amerikanische Rückzug begann, ließ er die gefangenen Mediziner aber wieder frei, ritt zurück und konnte immerhin General Greenes Geschütze vor den Briten retten.
Koordinaten: 34° 16′ 28″ N, 80° 36′ 26″ W